# 祖·高美斯
若瑟·大衛·“祖”·高美斯（英語：Joseph David "Joe" Gomez，1997年5月23日—）是一名英格蘭足球員 ，司職後衛，主要擔任中堅，亦可勝任右閘，現時效力英超球會利物浦。
他父親是岡比亞人，母親是英國人。

## 生平

### 查爾頓
高美斯出身查爾頓青訓系統，以13歲之齡已首次代表U18青年隊上陣。於2014年與母會簽署首份職業球員合約。
2014年8月12日首次代表一隊於英格蘭聯賽盃第一圈上陣對，在主場大勝4-0的賽事擔任右閘踢足整場90分鐘。

### 利物浦
2015年6月20日，高美斯以350萬鎊轉會利物浦。
戈麥斯在代表英格蘭足球代表隊國際比賽中左膝肌腱受傷，並於2020年11月11日接受了成功的手術，以糾正這一傷害。戈麥斯的中後衛搭檔范戴克前十字韌帶受傷後，這使利物浦防守中心有傷病危機。國際足總同意向利物浦支付200萬英鎊的賠償金，以彌補戈麥斯受傷時的工資。

### 國家隊
高美斯曾代表英格蘭在U16、U17和U19組別參加國際賽。
2014年5月，他是贏得歐洲U-17足球錦標賽的英格蘭大軍成員之一，於決賽週的5場賽事悉數上陣，並入選最佳陣容。
2015年8月25日，他首次被征召入21岁以下国家队。2017年8月30日，戈麦斯在2019年欧洲21岁以下青少年锦标赛预选赛前被宣布为英格兰U21队长。
2017年11月，他首次被征召进入英格兰足球代表隊。在温布利大球场对阵德国队的友谊赛中，他替补出场替换菲尔·琼斯，完成了英格兰队的首秀，双方0-0战平。在随后对阵巴西队的比赛中，戈麦斯凭借多次关键拦截以及化解内马尔威胁的能力获得了全场最佳球员奖。
2024年6月，他入选了英格兰队参加2024年欧洲國家杯的26人名单。

## 榮譽
利物浦
- 歐洲冠軍聯賽冠軍 : 2018–19
- 歐洲超級盃冠军：2019
- 国际足联俱乐部世界杯冠军：2019[10]
- 英格蘭超級足球聯賽冠军：2019–20、2024–25
- 英格蘭足總盃 冠軍：2021–22
- 英格兰社区盾冠军：2022年
- 英格蘭聯賽盃 冠军：2021–22、2023–24

英格蘭U17
- 歐洲U-17足球錦標賽冠軍（1）：2014年；

個人
- 歐洲U-17足球錦標賽最佳陣容： 2014年；

## 外部連結
- Soccerway資料庫：祖·高美斯
- 足球数据库：祖·高美斯的球员统计数据